# Helperich di Plötzkau
Helperich, chiamato anche Helferich, (... – 1118) fu conte di Plötzkau e Walbeck e margravio della marca del Nord per pochi mesi nel 1112.

## Biografia
Era figlio di Teodorico, conte di Plötzkau, e Matilde di Walbeck, figlia di Corrado, conte di Walbeck e Adelaide di Baviera. La sorella di Helperich, Ermengarda, era sposata con Lotario Udo III, margravio della marca del Nord, e fu la madre del successore di Helperich nel governo del margraviato, Enrico II. 
Helperich ereditò il titolo di conte di Plötzkau alla morte di suo padre e il titolo di conte di Walbeck da sua madre, sebbene questo titolo fosse principalmente cerimoniale a quei tempi. Nel 1112 l'imperatore Enrico V depose Rodolfo I come margravio della marca del Nord a causa della cospirazione contro la corona nella sua alleanza con Lotario di Supplimburgo, poi duca di Sassonia (e in seguito imperatore dei Romani). Il margraviato fu dato a Helperich come misura provvisoria fino a quando Enrico II, nipote di Rodolfo ed erede al titolo, non fosse devenuto maggiorenne. 

## Matrimonio e figli
Nel 1106 Helperich sposò Adele di Northeim, figlia di Cuno di Northeim e Cunegonda di Weimar-Orlamünde, vedova di Teodorico III, conte di Katlenburg. Helperich e Adele ebbero quattro figli: 
- Bernardo († 1147), conte di Plötzkau;
- Corrado, margravio della marca del Nord;
- Ermengarda, badessa di Hecklingen;
- Matilde.

Halperich morì nel 1118 e fu sepolto nel monastero di Hecklingen. Alla sua morte, gli successe come conte di Plötzkau suo figlio Bernardo. Enrico II assunse il ruolo di margravio della marca del Nord nel 1114. 